# Comuna Levkovîci, Cernihiv

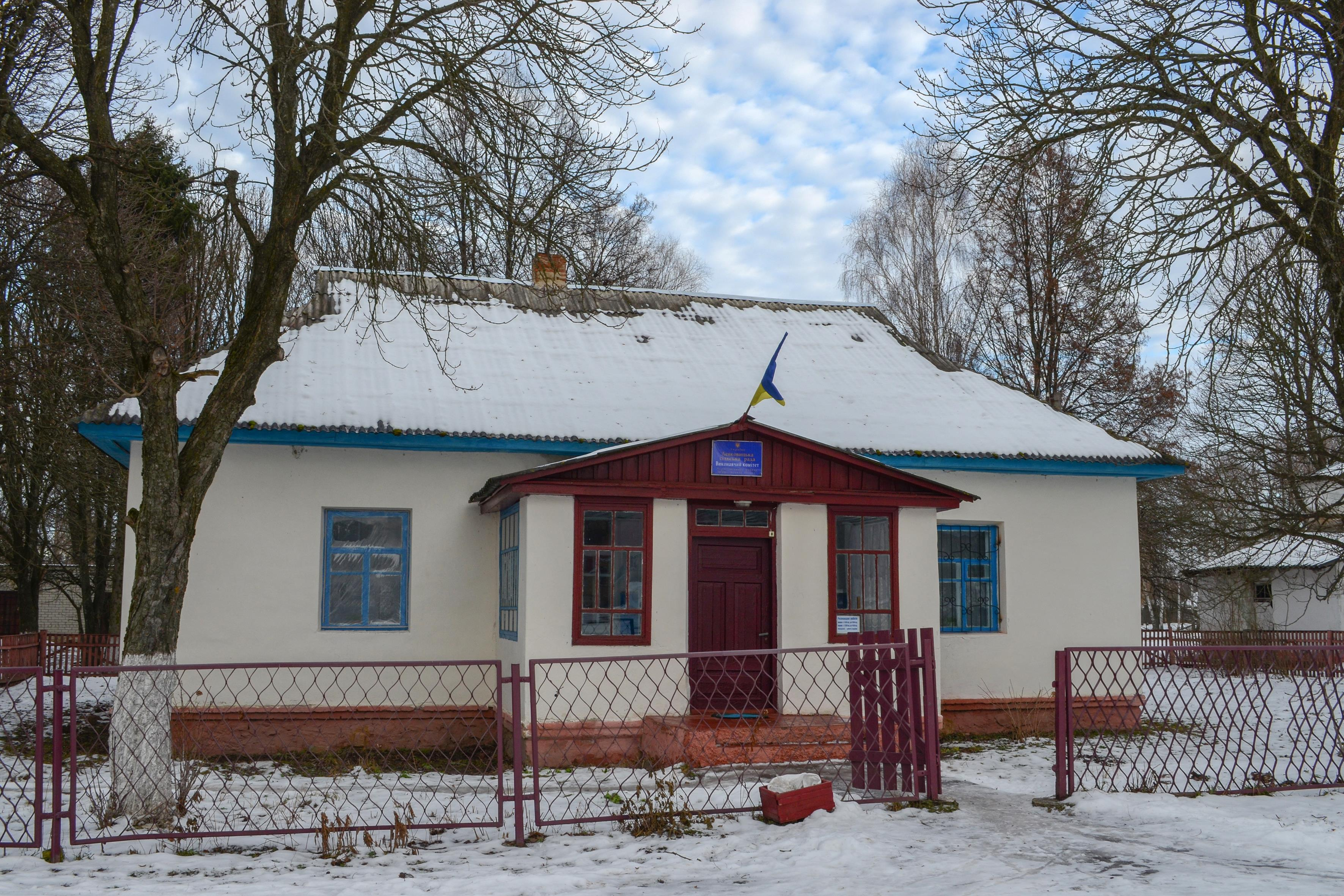
primăria comunei Levkovîci

Levkovîci (în ucraineană Левковичі) este o comună în raionul Cernihiv, regiunea Cernihiv, Ucraina, formată din satele Kruhle, Levkovîci (reședința), Lhiv, Lhivka și Zaiți.

## Demografie
Componența lingvistică a comunei Levkovîci
     Ucraineană (94,22%)
     Belarusă (2,89%)
     Rusă (2,54%)
     Alte limbi (0,09%)
Conform recensământului din 2001, majoritatea populației comunei Levkovîci era vorbitoare de ucraineană (94,22%), existând în minoritate și vorbitori de belarusă (2,89%) și rusă (2,54%).